# Hot in Cleveland
Hot in Cleveland är en amerikansk situationskomedi-TV-serie skapad av Suzanne Martin. Den sändes från 16 juni 2010 till 3 juni 2015 på TV Land.

## Rollista (i urval)
- Valerie Bertinelli – Melanie Hope Moretti
- Jane Leeves – Rejoyla "Joy" Scroggs
- Wendie Malick – Victoria Chase
- Betty White – Elka Ostrovsky